# Libor Čihák
Libor Čihák (* 1. dubna 1968) je bývalý český fotbalista, obránce.

## Fotbalová kariéra
Odchovanec Plzně. Hrál za Bohemians Praha, SKP Union Cheb, FC Viktoria Plzeň a FK Chmel Blšany. V československé a české lize nastoupil ke 162 utkáním a dal 4 góly. Kariéru končil ve 42 letech v Rokycanech.

## Ligová bilance
| Ročník                                   | Zápasy | Góly | Klub              |
| ---------------------------------------- | ------ | ---- | ----------------- |
| 1. československá fotbalová liga 1987/88 | 3      | 0    | Bohemians Praha   |
| 1. československá fotbalová liga 1990/91 | 24     | 1    | Bohemians Praha   |
| 1. československá fotbalová liga 1991/92 | 3      | 0    | Bohemians Praha   |
| 1. československá fotbalová liga 1991/92 | 21     | 0    | SKP Union Cheb    |
| 1. československá fotbalová liga 1992/93 | 27     | 0    | Bohemians Praha   |
| 1. česká fotbalová liga 1993/94          | 26     | 2    | Bohemians Praha   |
| 1. česká fotbalová liga 1994/95          | 14     | 0    | FC Viktoria Plzeň |
| 1. česká fotbalová liga 1995/96          | 6      | 0    | FC Viktoria Plzeň |
| Gambrinus liga 1998/99                   | 25     | 1    | FK Chmel Blšany   |
| 2. česká fotbalová liga 1999/00          | 27     | 1    | FC Viktoria Plzeň |
| Gambrinus liga 2000/01                   | 13     | 0    | FC Viktoria Plzeň |
| CELKEM                                   | 162    | 4    |                   |